# Alluaudia comosa
Alluaudia comosa är en tvåhjärtbladig växtart som först beskrevs av Emmanuel Drake del Castillo, och fick sitt nu gällande namn av Emmanuel Drake del Castillo. Alluaudia comosa ingår i släktet Alluaudia och familjen Didiereaceae. Inga underarter finns listade i Catalogue of Life.

## Bildgalleri

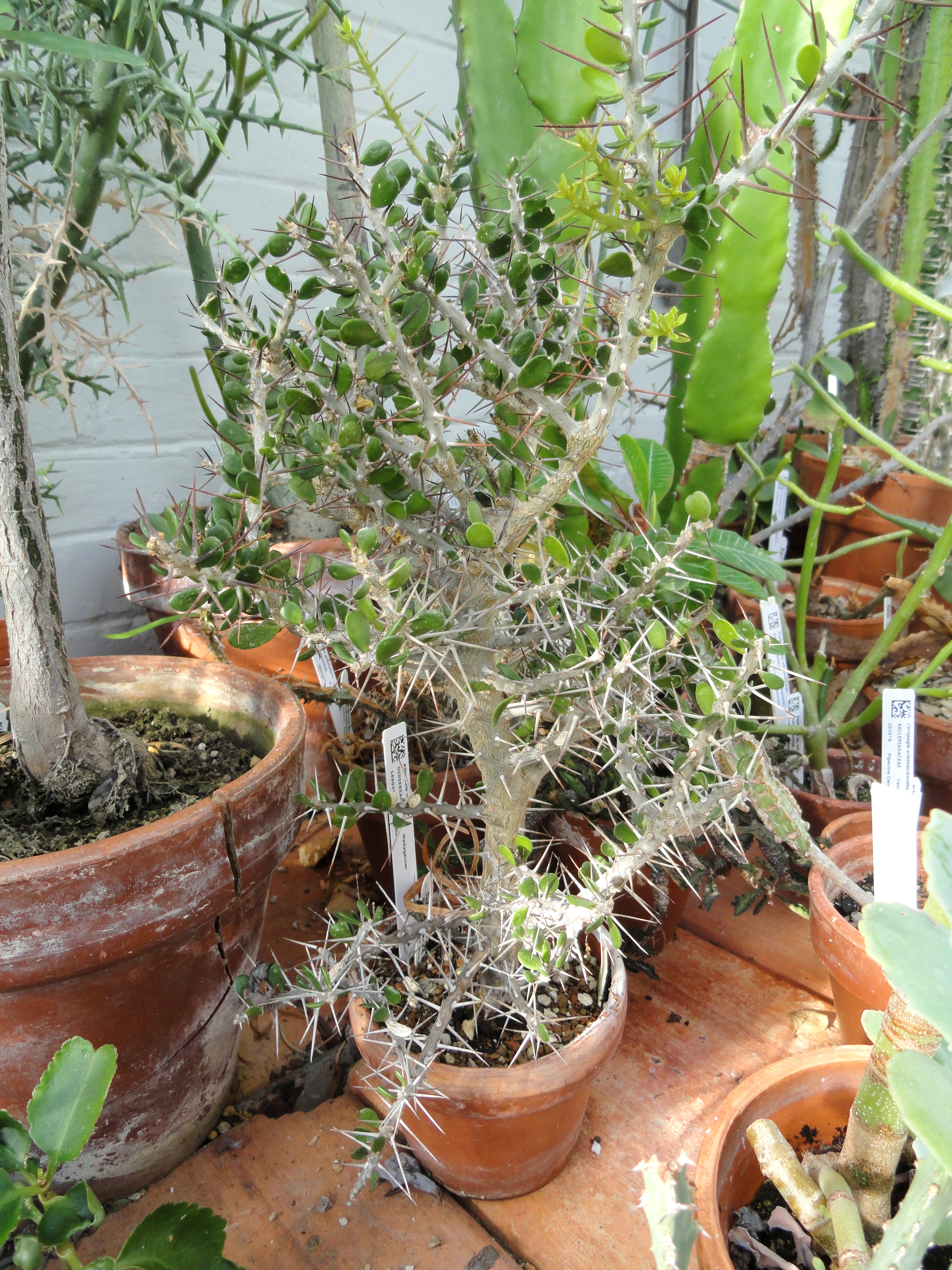
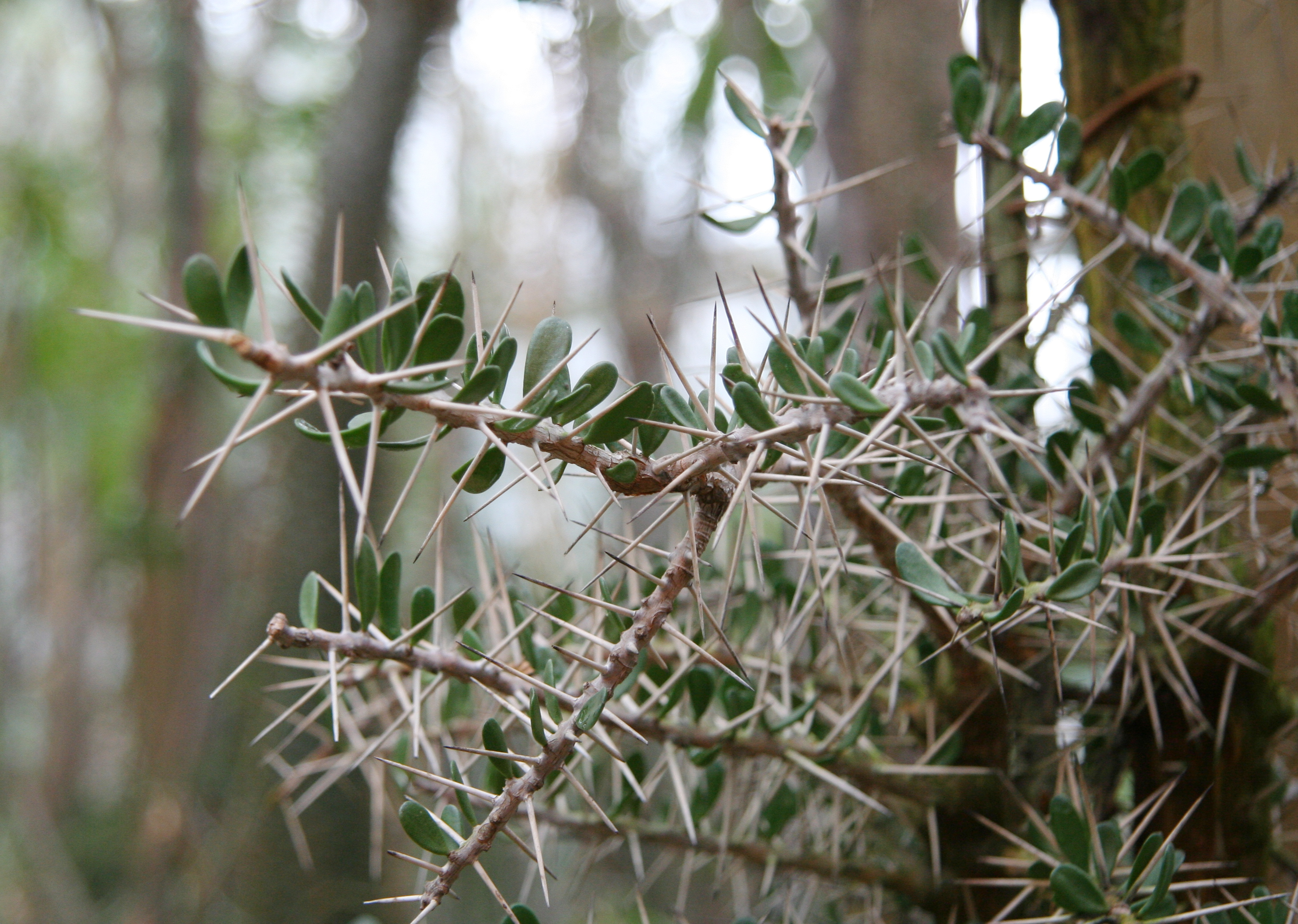
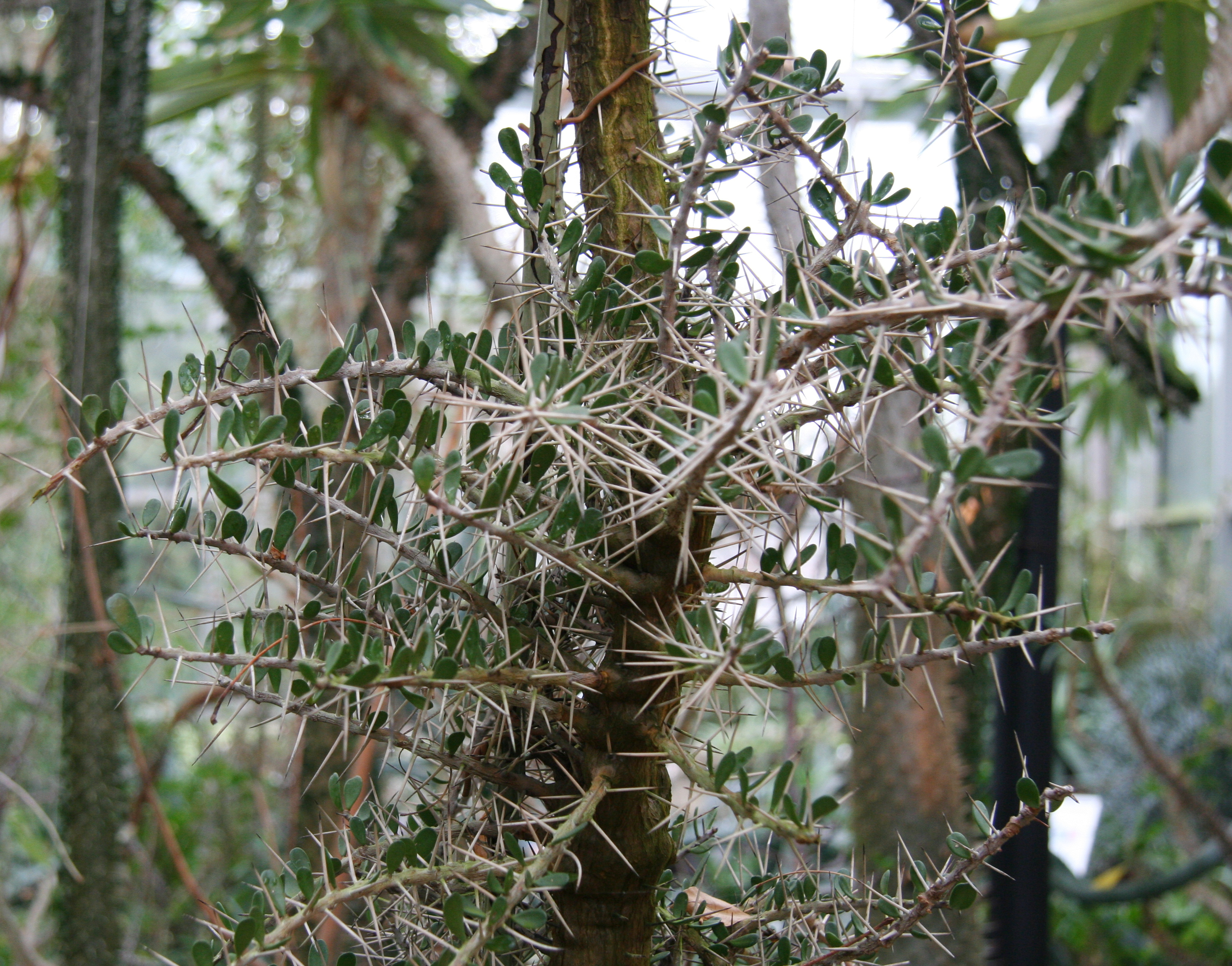